# Sixtus
Sixtus ist ein männlicher Name und Vorname, der auch als Familienname vorkommt.

## Herkunft und Bedeutung
Der Name wird abgeleitet aus dem Griechischen Ξύστος Xýstos (‚der Feine, Glatte, Glänzende‘). Eine andere Erklärung leitet den Namen vom lateinischen sextus/sixtus ab, was der Sechste bedeutet und vom ersten Papst namens Sixtus stammt, der der sechste Nachfolger des Simons Petrus als Bischof von Rom (= Papst) gewesen sein soll.

## Varianten
Sixt (deutsche Kurzform, Sixte (französisch), Sisto (italienisch), Sixto (spanisch))

## Namenstage
- 3. April (Sixtus I., katholisch, orthodox)
- 7. August (Sixtus II., katholisch, orthodox: 10. August)
- 19. August (Sixtus III., katholisch, orthodox: 28. März)

## Namensträger

### Bischöfe und Päpste
- Sixtus (Bischof) (1. Jh. n. Chr.), erster Bischof von Reims
- Sixtus I. (115–125), Papst, Heiliger der katholischen Kirche
- Sixtus II. (257–258), Papst, Heiliger der katholischen Kirche
- Sixtus III. (432–440), Papst, Heiliger der katholischen Kirche
- Sixtus IV. (1471–1484), Papst
- Sixtus V. (1585–1590), Papst

### Vorname
Sixtus
- Sixtus Bachmann (1754–1825), deutscher Organist, Komponist und Ordensgeistlicher der Prämonstratenser
- Sixtus Birck (1501–1554), deutscher Lehrer, Dramatiker und Kirchenliederdichter
- Sixtus Ferdinand von Bourbon-Parma (1886–1934), Hochadeliger aus dem Hause Bourbon-Parma, belgischer Offizier
- Sixtus Lampl (* 1941), deutscher Kunsthistoriker und Musikwissenschaftler
- Sixtus I. Ölhafen (* um 1466; † 1539),  Sekretär in der Hofkanzlei von Friedrich III., Maximilian I. und Karl V.
- Sixtus Riessinger († 1506 oder später), Geistlicher und Inkunabeldrucker in Rom und Neapel
- Sixtus von Tannberg († 1495), von 1470 bis 1474 Bischof von Gurk und von 1474 bis 1495 Fürstbischof von Freising

Sixt
- Sixt Karl Kapff (1805–1879), deutscher evangelischer Theologe und Pietist
- Sixt von Staufen (16. Jahrhundert), oberrheinischer Holz- und Steinbildhauer der Spätgotik

Sixto
- Sixto von Bourbon-Parma (* 1940), Mitglied des Hauses Bourbon-Parma und Herzog von Aranjuez
- Sixto Durán Ballén (1921–2016), ecuadorianischer Politiker, Staatspräsident Ecuadors und Architekt
- Sixto Jáuregui (1931–2018), peruanischer Karambolagespieler
- Sixto Jiménez (* 1962), spanischer Beachvolleyballspieler
- Sixto Soria (* 1954), kubanischer Boxer

Sisto
- Sisto Badalocchio (ca. 1585–1647), italienischer Maler
- Sisto Benigni (1762–1842), italienischer römisch-katholischer Geistlicher, Zisterzienser, Abt und Generalabt
- Sisto Gara della Rovere (1473–1517), italienischer Kardinal der römisch-katholischen Kirche
- Sisto Scilligo (1911–1992), italienischer Skilangläufer
- Sisto dos Santos (1979–2023), osttimoresischer Menschenrechtsaktivist und Anwalt
- Sisto Riario Sforza (1810–1877), italienischer Geistlicher, römisch-katholischer Erzbischof von Neapel und Kardinal

### Familienname
- Albert Sixtus (1892–1960), deutscher Kinderbuchautor
- Hans Sixtus (1907–1975), deutscher Manager
- Mario Sixtus (* 1965), deutscher Journalist